# 伊奥尼亚大学
伊奥尼亚大学（Iόνιο Πανεπιστήμιο），希腊克基拉市的一所公立大学。伊奥尼亚大学创建于1984年，以纪念希腊第一所大学—伊奥尼亚学院，其原址位于该市。

## 历史
安德烈亚斯·乔治乌·帕潘德里欧在选举前，曾允诺该地民众成立一所大学的愿望。帕潘德里欧政府成立后，便着手该大学的创设。1985年，该校正式招生。

## 院系设置
- 历史系
- 外语系
- 音乐研究系
- 档案学与图书馆学系
- 计算机系
- 视听艺术系
- 东方学系